# Hypseleotris guentheri
Hypseleotris guentheri is een straalvinnige vissensoort uit de familie van slaapgrondels (Eleotridae). De wetenschappelijke naam van de soort is voor het eerst geldig gepubliceerd in 1875 door Bleeker.